# Whitelackington
Pour les articles homonymes, voir Ashwell.
Whitelackington est un village et un civil parish du Somerset, en Angleterre. Il inclut Dillington Park et les hameaux d'Atherstone et de Ashwell.